# Maurice Delage
Charles Maurice Delage (ur. 13 listopada 1879 w Paryżu, zm. 19 września 1961 tamże) – francuski kompozytor.

## Życiorys
Talent muzyczny objawił późno. Pracował jako urzędnik i służył w armii, samodzielnie nauczył się gry na wiolonczeli i fortepianie. Pobierał korepetycje z kompozycji u Maurice’a Ravela, będąc jednym z jego nielicznych uczniów. Przyjaźnił się z Igorem Strawinskim. W swojej twórczości nawiązywał do dorobku Claude’a Debussy’ego, wprowadzał też do niej nawiązania do tradycyjnej muzyki indyjskiej i japońskiej, będące owocem podróży, jaką odbył na Daleki Wschód.
Jego dorobek kompozytorski jest niewielki. Niezwykle krytyczny wobec swoich dzieł, opublikował tylko niewielką część z nich. Skomponował m.in. poemat symfoniczny Conté par la mer (1908), uwerturę do baletu L’avenir (1923), Danse (1931), La bateau ivre na orkiestrę według Arthura Rimbaud (1954), Kwartet smyczkowy (1948), 4 poèmes hindous na sopran, flet, obój, klarnet, fagot, kwartet smyczkowy i fortepian (1913), 7 haï-kaï na głos i orkiestrę (1924), 3 chants de la jungle na głos i orkiestrę według Rudyarda Kiplinga (1934).